# Bert Jansch
Bert Jansch, all'anagrafe Herbert Jansch (Glasgow, 3 novembre 1943 – Hampstead, 5 ottobre 2011), è stato un chitarrista e cantautore scozzese, dedito soprattutto alla musica folk e al blues.

## I primi anni
Jansch nasce, da una famiglia di origini tedesche (di Amburgo), allo Stobhill Hospital di Glasgow, ma cresce a Edimburgo, dove frequenta la Pennywell Primary School e la Ainsley Park Secondary School. È un teenager quando acquista la prima chitarra e inizia a frequentare il folk club locale The Howff, gestito da Roy Guest. Vi incontra Archie Fisher e Jill Doyle (sorellastra di Davey Graham), che lo introduce alla musica di Big Bill Broonzy, Pete Seeger, Brownie McGhee e Woody Guthrie. Ha anche occasione di incontrare Robin Williamson (che fonderà poi l'Incredible String Band), con cui, nel 1963, viaggia verso Londra.
È stato membro fondatore dei Pentangle. Negli anni sessanta ha subito l'influenza del chitarrista Davey Graham e della cantante folk Anne Briggs. È conosciuto soprattutto per l'innovativo stile chitarristico, ma è anche cantante e cantautore.
La sua opera ha influenzato artisti come Bernard Butler, Jimmy Page, Ian Anderson, Nick Drake, John Martyn, Roy Harper, Donovan, Johnny Marr (chitarrista degli Smiths) e Neil Young. La sua instancabile opera di rielaborazione di materiale folk britannico anglosassone gli ha valso il premio Lifetime Achievement Award dalla BBC (2001).

## Discografia

### Album in studio
- 1965 - Bert Jansch
- 1965 - It Don't Bother Me
- 1966 - Bert And John (con John Renbourn)
- 1966 - Jack Orion
- 1967 - Nicola
- 1969 - Birthday Blues
- 1971 - Rosemary Lane
- 1973 - Moonshine
- 1974 - L.A. Turnaround
- 1975 - Santa Barbara Honeymoon
- 1976 - A Rare Conundrum
- 1978 - Avocet
- 1980 - Thirteen Down (come Bert Jansch Conundrum)
- 1982 - Heartbreak
- 1985 - From The Outside
- 1989 - Leather Launderette (con Rod Clements)
- 1990 - The Ornament Tree
- 1990 - Sketches
- 1993 - From the Outside
- 1995 - When the Circus Comes to Town
- 1998 - Toy Balloon
- 2000 - Crimson Moon
- 2002 - Edge of A Dream
- 2006 - The Black Swan
- 2018 - A Man I'd Rather Be, (Part 1) [Box Set]

### EP
- 1966 - Needle of Death

### Singoli
- 1967 - Life Depends on Love/A Little Sweet Sunshine
- 1973 - Oh My Father/The First Time I Ever Saw Your Face
- 1974 - In The Bleak Midwinter/One For Jo (non-album A-side)
- 1975 - Dance Lady Dance/Build Another Band
- 1978 - Black Birds of Brittany/The Mariner's Farewell
- 1980 - Time and Time/Una Linea Di Dolcezza
- 1982 - Heartbreak Hotel/Up To The Stars
- 1985 - Playing the Game/After the Long Night
- 2003 - On the Edge of a Dream/Walking This Road/Crimson Moon

### Compilation
- 1969 - Bert Jansch: The Bert Jansch Sampler
- 1972 - Box Of Love: The Bert Jansch Sampler Volume 2
- 1986 - Strolling Down The Highway
- 1992 - The Gardener: Essential Bert Jansch
- 1993 - Three Chord Trick
- 2000 - Dazzling Stranger: The Bert Jansch Anthology

### Live
- 1980 - Bert Jansch Live at La Foret
- 1993 - BBC Radio 1 Live in Concert
- 1996 - Live at the 12 Bar:An Authorised Bootleg
- 1997 - Blackwaterside
- 1998 - Young Man Blues
- 2001 - Downunder: Live in Australia
- 2004 - The River Sessions
- 2007 - Fresh As a Sweet Sunday Morning
- 2020 - Live in Italy